# Roberto Ubaldini
Pour les articles homonymes, voir Ubaldini.
Roberto Ubaldini (né en 1581 à Florence, en Toscane, et mort le 22 avril 1635 à Rome), est un cardinal italien de l'Église catholique de la XVIIe siècle, nommé par le pape Paul V. Il est un parent du cardinal Ottaviano Ubaldini (1244), un petit-neveu du pape Léon XI, par sa mère, et un neveu lointain (lontano nipote) du cardinal Ottavio Ridolfi (1622).

## Biographie
Roberto Ubaldini est chanoine au chapitre de Florence et à la basilique Saint-Pierre. Il est élu évêque de Montepulciano en 1607. Nonce à Paris de 1607 à 1614, il exerça après la mort d'Henri IV, une forte influence sur la régente  Marie de Médicis.
Le pape Paul V le crée cardinal lors du consistoire du 2 décembre 1615. Le cardinal Ubaldini est préfet de la Congrégation du Concile de Trente et légat apostolique à Bologne de 1623 à 1627. Il est camerlingue du Sacré Collège en 1628-1629. Ubaldini est un ami et mécène des écrivains de son temps.
Le cardinal Ubaldini participe au conclave de 1621, lors duquel Grégoire XV est élu pape, et au conclave de 1623 (élection d'Urbain VIII).